# Place des Saussaies
Place des Saussaies är en öppen plats i Quartier de la Madeleine i Paris åttonde arrondissement. Den är uppkallad efter Rue des Saussaies, vilken i sin tur har fått sitt namn av de videbuskar (franska: saules, äldre form: sausses) som tidigare växte där. Vid Place des Saussaies sammanstrålar Rue Cambacérès, Rue de la Ville-l'Évêque, Rue de Surène och Rue des Saussaies.

## Omgivningar
- Église de la Madeleine
- Saint-Augustin
- Chapelle expiatoire

## Bilder
| - Gatuskylt. - Place des Saussaies. - Chapelle expiatoire. |

## Kommunikationer
- Tunnelbana – linjerna   – Miromesnil
- Busshållplats Anjou – Chauveau Lagarde – Paris bussnät, linjerna 52 84

### Webbkällor
- ”Place des Saussaies”. Mairie de Paris. https://web.archive.org/web/20160307124026/http://www.v2asp.paris.fr/commun/v2asp/v2/nomenclature_voies/Voieactu/8479.nom.htm. Läst 2 september 2022.
- ”Place des Saussaies (8ème arrondissement)”. Les rues de Paris. https://web.archive.org/web/20171024112239/http://www.parisrues.com/rues08/paris-08-place-des-saussaies.html. Läst 2 september 2022.